# Cinematografo (rivista)
cinematografo è stato un periodico, fondato e diretto da Alessandro Blasetti, che uscì dal 1927 al 1931, a cavallo dell'inizio in Italia del cinema sonoro. Fu l'espressione di un impegno militante a favore del rilancio della cinematografia italiana nell'ambito del Regime fascista. Nella sua redazione si ritrovarono molti giovani cineasti che in seguito ebbero un ruolo importante nel mondo del cinema italiano degli anni trenta, quaranta e successivi.

## Contesto storico
Nella seconda metà degli anni venti la cinematografia italiana si trovava in un periodo di profonda decadenza: quasi tutte le aziende del settore avevano chiuso e nel quinquennio 1925 - 1929 erano stati prodotti soltanto un centinaio di film, ma, essendo spesso legati a contesti regionali o dialettali, solo una minima parte di essi avevano trovato una distribuzione nazionale e quasi nessuno internazionale. La crisi era iniziata sin dai primi anni successivi alla fine della Prima guerra mondiale ed aveva trovato il suo apice nel fallimento, nel 1925, della Unione cinematografica italiana (UCI), una sorta di monopolio tra le principali aziende del settore, che, lungi dal risolvere le difficoltà, le aveva aggravate, riversando i suoi effetti negativi anche sul sistema bancario. Ciò contribuì a diffondere una radicata diffidenza verso il cinema, accusato di essere soltanto una fonte di spreco, legato ai capricci del divismo.
A causa di tale situazione numerosi registi ed interpreti che nella prima parte degli anni dieci avevano portato il cinema italiano a grandi successi, erano emigrati a lavorare all'estero, soprattutto in Germania ed in Francia, suscitando numerosi, quanto inutili, rimpianti dei commentatori. Il regime fascista, da parte sua, aveva indirizzato le proprie attenzioni principalmente verso la produzione a fini di propaganda, con l'istituzione nel 1924 dell'Istituto Luce, cui aveva fatto seguito, due anni dopo, la nascita di un "Istituto internazionale per la cinematografia educativa", organismo collegato alla Società delle Nazioni ma sostenuto quasi interamente dall'Italia, con il quale si riteneva di ottenere credibilità e lustro nelle relazioni internazionali, ma sempre restando nel campo della cinematografia legata alla didattica o all'educazione. Al contrario, sino alla fine del decennio, anche per le diffidenze già citate, era rimasto del tutto indifferente verso il cinema spettacolare. 

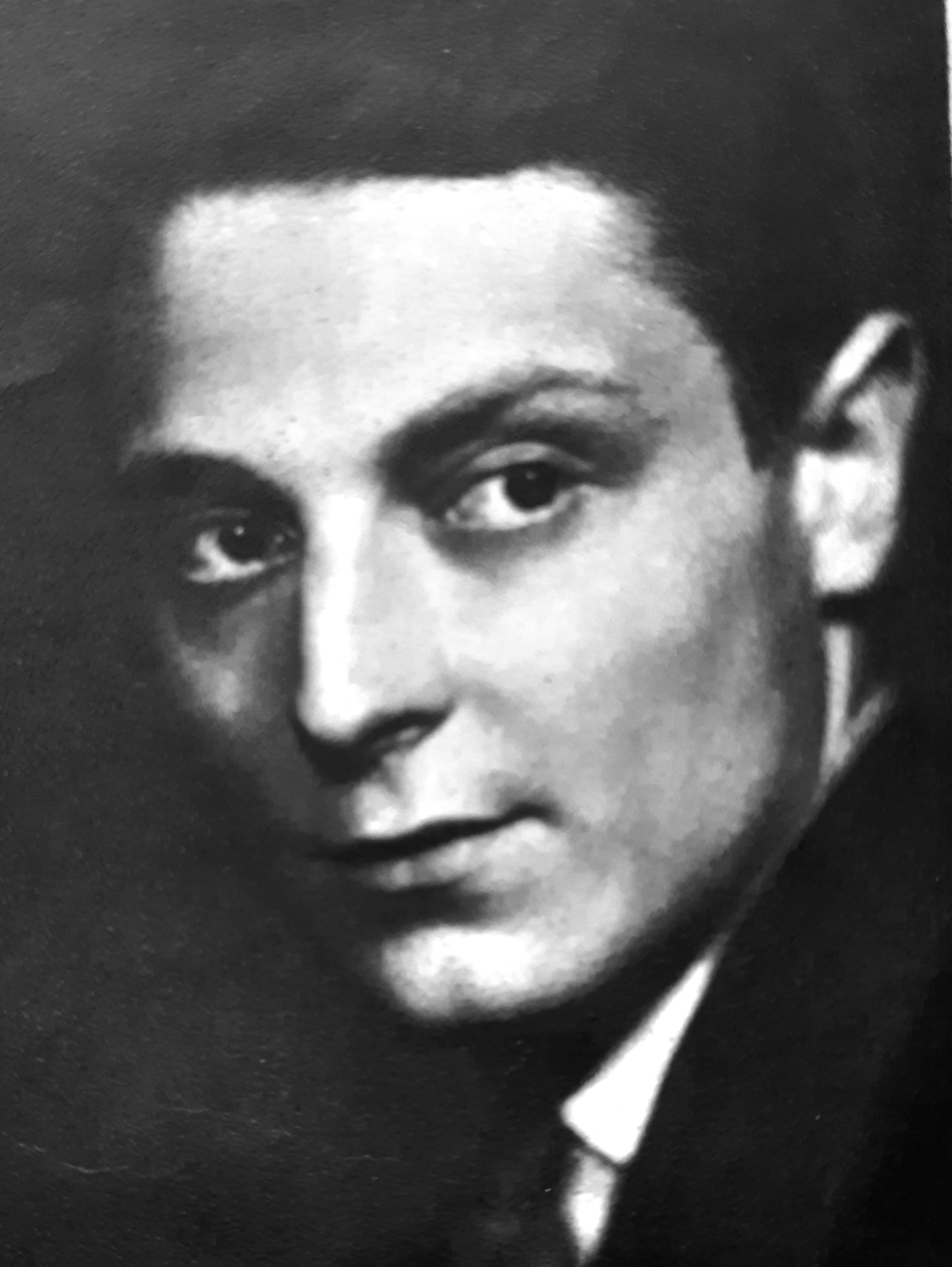
Alessandro Blasetti in una immagine del 1927, anno in cui fondò cinematografo

Di conseguenza nelle sale cinematografiche italiane si proiettavano quasi esclusivamente film di produzione straniera, soprattutto hollywoodiana. Il principale commerciante di pellicole estere era Stefano Pittaluga che, partendo dalla solidità economica acquisita con noleggio e distribuzione da importazione, pari a circa 100 milioni di Lire all'anno, aveva esteso la propria azienda verso la produzione rilevando nel settembre 1926 dalla Banca Commerciale gli impianti della fallita U.C.I. e le aziende ad essa collegate, In questo campo, però, limitava la propria attività ad una serie di film basati sul personaggio di Maciste. Fu in queste difficoltà che maturò la reazione di quanti consideravano necessario il rilancio della cinematografia italiana.

## Sviluppo e contenuti del periodico

### Le testate precedenti
Alessandro Blasetti fu uno dei più attivi interpreti di tale impegno, sin da quando era ancora un impiegato poco più che ventenne presso l'ufficio protocollo della filiale romana della Banca popolare triestina. Già durante il suo incarico di critico teatrale e cinematografico per il quotidiano L'Impero molti suoi articoli affrontarono il tema del rilancio della cinematografia italiana. In seguito fondò, assieme a Renzo Cesana e Jacopo Comin, un periodico denominato Il mondo e lo schermo, che in seguito diventò Lo schermo ai quali collaborarono anche Anton Giulio Bragaglia e Massimo Bontempelli. La prima testata, settimanale di 16 pagine, uscì dal 15 maggio 1926 all'8 agosto 1926; la seconda, diretta prosecuzione della prima, con stesso formato e periodicità, uscì dal 23 agosto 1926 al 22 marzo 1927. 
La tesi che ispirava entrambe le riviste era che la cinematografia italiana, teoricamente ricca di potenzialità di sviluppo, era frustrata dalla miopia dei produttori, in sostanza di Pittaluga, unico rimasto dopo l'accordo con la "Commerciale", e dalla mancanza di strutture adeguate: carenze alle quali il Regime, di cui a quel tempo Blasetti era un convinto sostenitore, avrebbe potuto porre rimedio, in quanto ritenuto portatore di uno spirito nazionale e "rivoluzionario". A tale scopo molte speranze venivano riposte nel "contingentamento", cioè una limitazione all'importazione di film, da imporre per legge, in modo da agevolare la circolazione «in un esercizio che deve essere la base sufficiente e sicura del film italiano». 

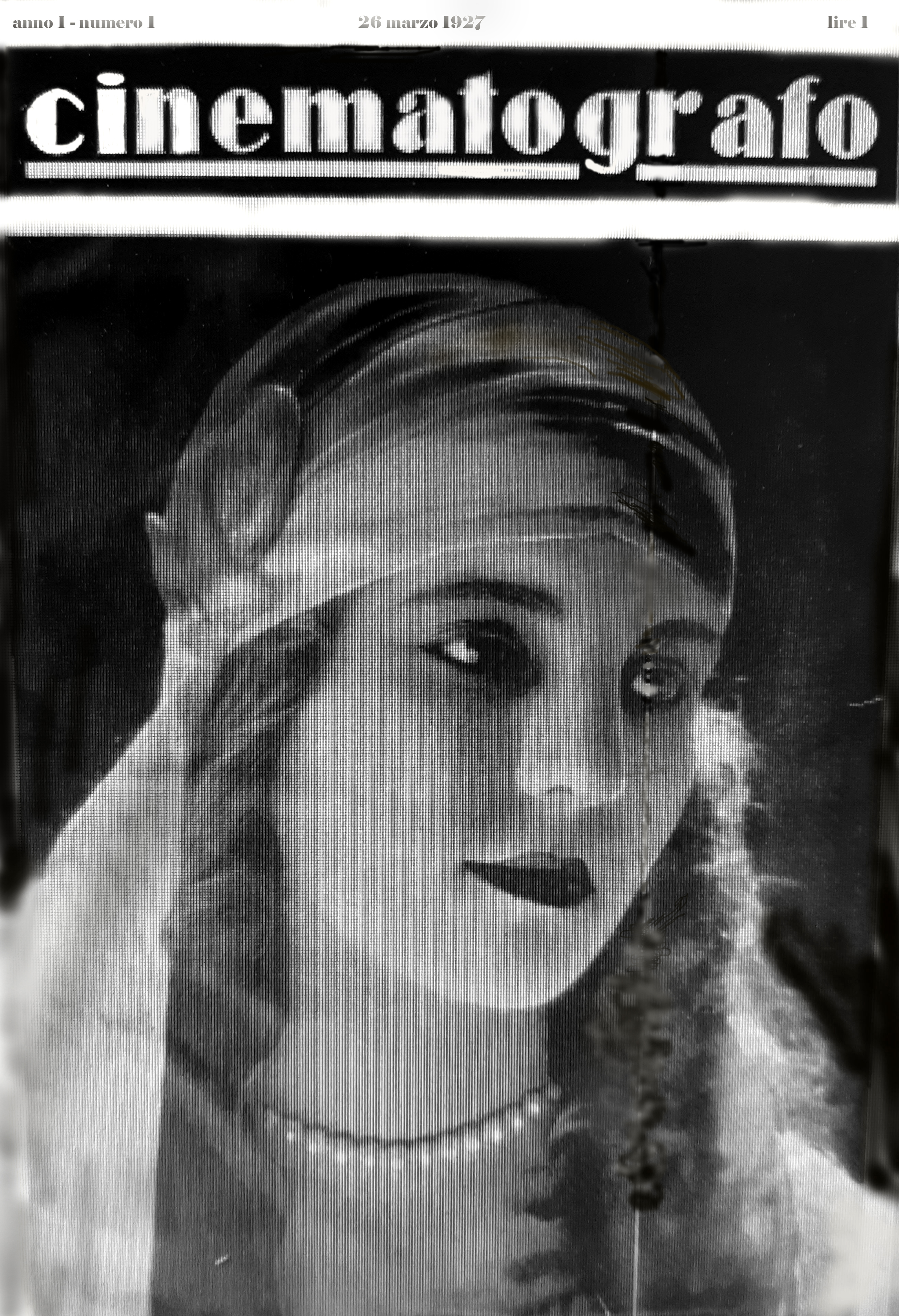
la copertina del primo numero del quindicinale cinematografo, uscito il 6 marzo 1927

Questa misura fu più volte sollecitata alla "Commissione ministeriale per la riorganizzazione della cinematografia italiana" che era stata istituita nel 1926 dal Ministro dell'Economia Nazionale Belluzzo, che concluse i propri lavori affermando come tale norma fosse «necessaria pel decoro e la prosperità nazionali [e per] la rinascita del film italiano». ignorando una posizione decisamente contraria espressa nel 1925 da parte dell'associazione, presieduta proprio da Pittaluga, che riuniva distributori e gestori di sale cinematografiche.

### "Rinascita"e regime
cinematografo. il cui primo numero uscì il 6 marzo 1927, fu la naturale prosecuzione delle due precedenti testate. conservandone il formato e le 16 pagine, ma aumentando la periodicità a quindicinale. La continuità con i periodici precedenti venne subito messa in evidenza salutando con soddisfazione la norma che, obbligando i gestori a programmare almeno un 10% di film italiani, accoglieva in parte il richiesto contingentamento, definendola una «sanzione che si ha la gioia di registrare tra i fatti compiuti [per cui] si lancia con tutto l'entusiasmo della fede un vibrante "alalà" di riconoscenza al Condottiero di tutte le vittorie italiane».
Attorno alla rivista si raggrupparono con un impegno collaborativo più o meno intenso diversi giovani appassionati di cinema, tra i quali Corrado D'Errico, Goffredo Alessandrini, Ferdinando Maria Poggioli, Francesco Pasinetti, Raffaello Matarazzo, Mario Serandrei e, per le questioni tecniche, Ernesto Cauda. L'importanza che tale gruppo attribuiva a questa forma di spettacolo rese possibile il superamento delle diversità ideologiche, per cui nella rivista trovarono un ruolo, senza alcuna discriminazione, anche persone di sentimenti antifascisti come Aldo Vergano o il segretario di redazione Giacinto Solito. Per analoghi motivi, la rivista dedicò, nonostante la lontananza ideologica, grande attenzione alla cinematografia sovietica, ospitando più volte articoli di quella provenienza.
Tuttavia la linea editoriale del quindicinale fu sempre esplicitamente e convintamente a favore del Regime, che veniva sollecitato a comprendere come il rilancio (che, nella prosa del tempo, veniva comunemente definito come una "rinascita") della cinematografia nazionale avrebbe consentito di colmare il vuoto che rendeva l'Italia «assente, da troppo tempo, dai quarantamila schermi del mondo»; una situazione che fideisticamente non si sarebbe risolta, «sino a quando il Capo del governo, lui stesso, non abbia un'ora per studiare la situazione e capovolgerla [in quanto] la L.U.C.E. è una stupenda istituzione che l'estero ci invidia, ma bisogna dire con chiarezza che con la L.U.C.E. non si è risolto il problema politico dello schermo. Le folle internazionali possono essere avvinte e convinte soltanto attraverso lo "spettacolo": la battaglia per l'industria cinematografica deve essere impegnata in pieno come quella della lira e del grano ed è dovere di ogni fascista offrire la propria milizia per una delle più importanti vittorie che devono preparare il domani d'Italia». Secondo la redazione della rivista, il cinema era il terreno di una sfida culturale poiché «non ci si accorge che gli stranieri impartiscono continuamente un'educazione americana ai nostri piccoli: i nostri ragazzi sognano ed imitano cowboys e pellerossa», mentre «un buon film può servire la Nazione come un reggimento di fanteria».

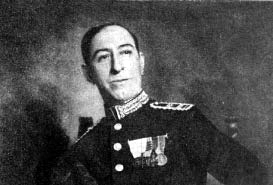
Tommaso Bisi, che fu Presidente dell'Ente Nazionale per la Cinematografia dal 1928 al 1929, suscitando speranze poi travolte da un'inchiesta giudiziaria

### CinemadiStato, nondelloStato
Per tali motivi Blasetti ed il gruppo di cinematografo insistettero a lungo sulla richiesta di un intervento statale che garantisse le condizioni per rilanciare la cinematografia italiana, le cui fortune essi vedevano come un elemento del successo del fascismo, contestando una realtà che «oggi vede l'Italia, con le sue quattromila sale di proiezione, servire da propaganda di altri popoli». Ma parallelamente condussero anche una insistente campagna contro l'ipotesi che fosse direttamente lo Stato ad esercitare l'attività produttiva, richiamando a tale proposito l'esperienza del "Sovkino", l'agenzia cinematografica della Russia sovietica, che «diede risultati artistici ottimi, ma risultati industriali pessimi» a causa dei pregiudizi ideologici verso il bolscevismo; poiché analoghe prevenzioni avrebbero operato anche contro un cinema considerato "fascista". Blasetti ritenne di opporsi a tale ipotesi quale  »dovere di sinceri giornalisti fascisti [e] di convinti avversari di un'industria cinematografica diretta ufficialmente, costituita ufficialmente, finanziata ufficialmente dallo Stato».
Questa posizione decisamente contraria ad un "cinema dello Stato" venne ribadita soprattutto quando il 10 novembre 1928 il regime, con un primo tentativo di occuparsi di cinema spettacolare, istituì un "Ente Nazionale per la Cinematografia" (ENAC), alla cui Presidenza fu nominato Tommaso Bisi, un gerarca che era già stato sottosegretario al Ministero dell'Economia nazionale dal novembre 1926 al luglio 1928. Il nuovo Ente, pur accolto con favore in quanto dimostrazione di un ritrovato interesse verso il cinema, venne più volte sollecitato a non assumere compiti produttivi diretti, soprattutto quando sembrò che esso dovesse rilevare le aziende già esistenti costituendo una specie di monopolio, una prospettiva che «non vogliamo nemmeno sognare di pensare che S.E. Bisi voglia raccogliere ed il Duce approvare infamie balorde di così stupida lega». In questa polemica la rivista non fu sola, trovando al proprio fianco sia altre testate di impronta fascista, come Il Tevere o L'Impero, sia periodici più vicini ai produttori, per i quali «L'Ente non può e non dove produrre: ma semplicemente ottenere che altri produca, e bene». 

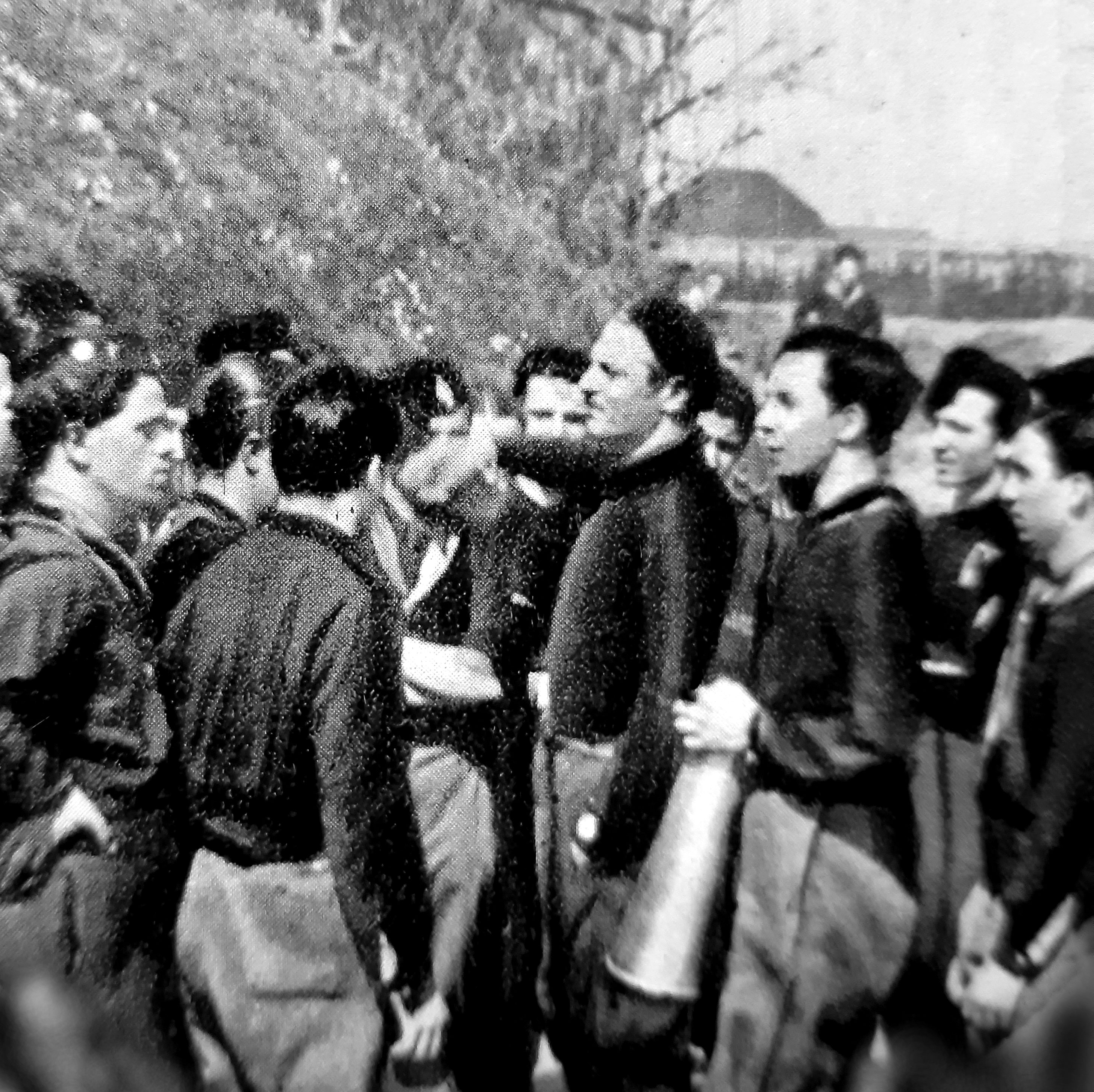
Alessandro Blasetti, all'epoca convinto sostenitore del regime, presenzia ad una manifestazione del G.U.F.-cinema del 1931

Secondo i redattori di cinematografo l'Ente avrebbe dovuto assumere anche compiti relativi alla censura «che oggi non funziona perché le commissioni sono un piccolo parlamento ed hanno una struttura democratica, non fascista [mentre] devono scarnirsi molto: non più di 3 o 4 uomini di provata fede fascista»; avrebbe inoltre dovuto occuparsi della pubblicità dei film italiani con un «attacco frontale per rendere il buon gusto e l'intelligenza padroni assoluti di quella quota strategica che è la "réclame" [per cui] l'Ente istituisca una sezione propaganda che dia istruzioni sulla pubblicità dei film». 
Le speranze ed i contrasti che caratterizzarono la vita dell'ENAC non durarono a lungo: nel luglio 1929 il presidente Tommaso Bisi fu inquisito per sospette malversazioni relative all'acquisto di un terreno sulla Casilina dove avrebbe dovuto sorgere un teatro di posa, e si dimise, sostituito da Ignazio Giordani, che nel marzo 1930 liquidò un Ente che aveva operato per neanche 2 anni. Si può tuttavia osservare che in seguito l'impostazione di un sostegno statale alla produzione, senza assumerne l'impegno diretto, fu quella che venne seguita con l'istituzione nel 1934 di una "Direzione Generale per la Cinematografia" presso il Ministero della cultura popolare.

### La lotta contro il sonoro
Un altro impegno che caratterizzò cinematografo fu la prolungata contestazione mossa all'introduzione del sonoro, per quanto vi fossero nella redazione anche opinioni differenti. La tesi espressa dalla rivista, più di natura politico-economica che artistica, era che «di fronte alla certezza che l'Europa, una volta convinta a crearsi un suo cinematografo, avrebbe in poco tempo raggiunto l'America, quest'ultima ha pensato di correre ai ripari. E quale miglior rimedio dev'essere apparso ai finanzieri di Wall Stret che quello di creare una necessità di rivolgersi all'America per fornirsi di film "parlato"?». Questa convinzione osteggiava sia il contenuto «morale» del film che la pretesa di supremazia economica e venne a lungo sostenuta con la motivazione (e con scarsa capacità di previsione) che «l'America (...) non ha saputo far altro che stupefare gli sciocchi di tutto il mondo con il "bluff" di cattivo gusto del cinema parlante destinato, come si può facilmente prevedere, ad un solenne insuccesso». 
Si trattava comunque di una tesi a quel tempo abbastanza diffusa e che trovò sostenitori d'eccezione, tra cui anche Chaplin. di cui cinematografo pubblicò un testo nel quale affermava: «sono sempre stato contrario al film parlato (e) poiché preferisco un'eccellente produzione teatrale ad un buon film parlato, considero senz'altro il film muto superiore ad entrambi». Nell'ambito della redazione non mancarono voci meno ostili, anche per un senso di realismo, al cinema sonoro, di cui «vediamo svilupparsi la penetrazione nel pubblico, con un movimento che era facile prevedere [ma] lo spettacolo [sonoro] completo potrà attecchire solo quando un radicale perfezionamento sarà avvenuto nella produzione di suoni, voci, rumori».

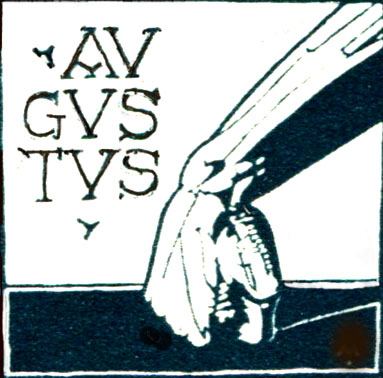
Il marchio della "Augustus" società fondata nel 1928 da Blasetti per la produzione di Sole, che fu poi liquidata nel 1931 a causa dell'insuccesso commerciale del film

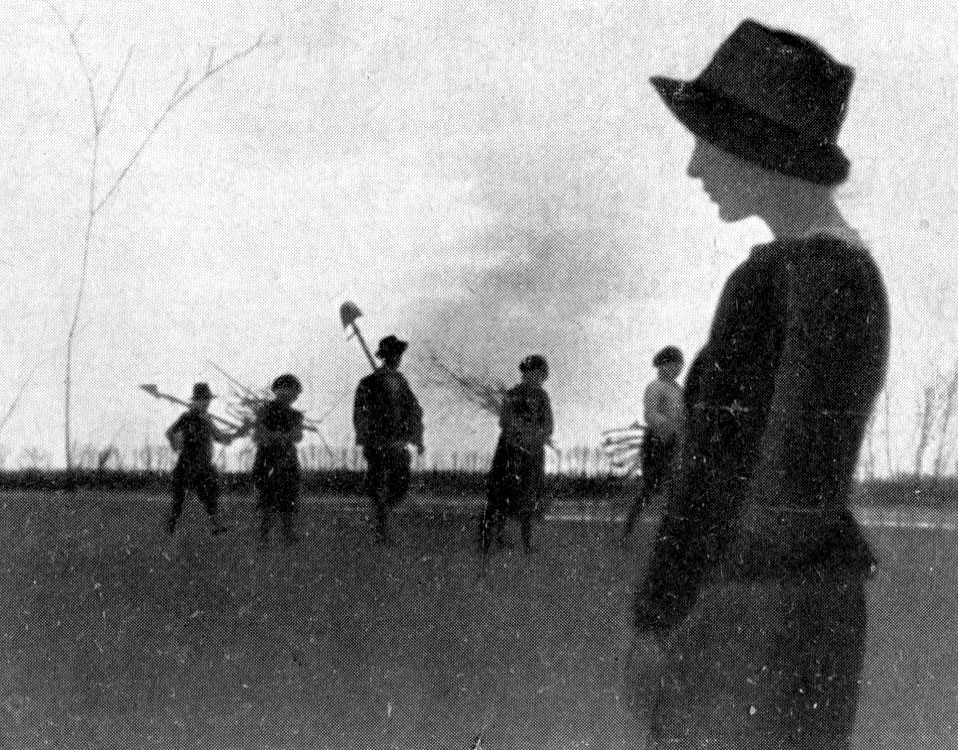
Fotogramma di Sole, film oggi in gran parte perduto

La contrarietà al cinema sonoro resterà a lungo uno dei temi presentati sul quindicinale e verrà meno solo quando, dopo l'insuccesso di Sole Blasetti e molti suoi collaboratori transiteranno alle dipendenze della "Cines" di Pittaluga il quale, sulla base della realistica considerazione che «quando s'è vista e sentita una pellicola sonora non si sopportano più le altre», aveva deciso un piano di investimenti per avviarne in Italia la produzione, ristrutturando a tal fine lo stabilimento romano di via Vejo ed inaugurandolo con grande risalto il 23 maggio 1930.

### Nascita e fallimento della "Augustus"
Nel 1928 la posizione militante assunta da Blasetti e dal gruppo che ruotava attorno a cinematografo condusse alla volontà di «passare dalle parole ai fatti», diventando essi stessi produttori. A tal fine venne lanciata una sottoscrizione per una «anonima creata dalla volontà di tutti i giovani di restituire all'Italia il suo cinematografo. L'alba del settimo anno dell'era fascista è anche l'alba del primo anno della nuova cinematografia italiana». Si raccolsero 30.000 lire cui se ne aggiunsero 13.000 personali dei promotori, Si costituì la società "Augustus", dal nome di Augusto Turati all'epoca segretario del P.N.F., ed il titolo del film da produrre fu Sole.
I promotori confidavano che la loro iniziativa sarebbe stata accolta favorevolmente dall'ENAC, che invece rifiutò con astruse motivazioni di erogare un finanziamento di 100.000 lire. Ma questa fu solo la prima difficoltà di un film che, sebbene accolto con entusiasmo da quasi tutta la critica, si tradusse in un totale insuccesso economico, che «ridusse il nostro gruppo alla fame». La "Augustus", oberata dai debiti, dovette chiudere nel giugno 1931.

### Altre iniziative culturali ed editoriali
Il dinamismo e l'entusiasmo del gruppo raccolto attorno a cinematografo non si limitò alla pubblicazione del periodico, ma diede vita, oltre a Sole, anche a diversi altri progetti. All'inizio del 1930 a Milano Umberto Masetti. corrispondente del periodico da quella città, fu il promotore del "Cineclub milanese" nel quale entrarono Umberto Magnaghi (in seguito autore di documentari), Mario Baffico, il futuro sceneggiatore Margadonna e l'imprenditore Pion, commerciante di apparecchiature cinematografiche: la prima attività del club fu un bando per 2 film sperimentali relativi ai temi della città e della campagna, ispirato alla stessa visione "ruralista" che rappresentava uno dei temi di Sole. 

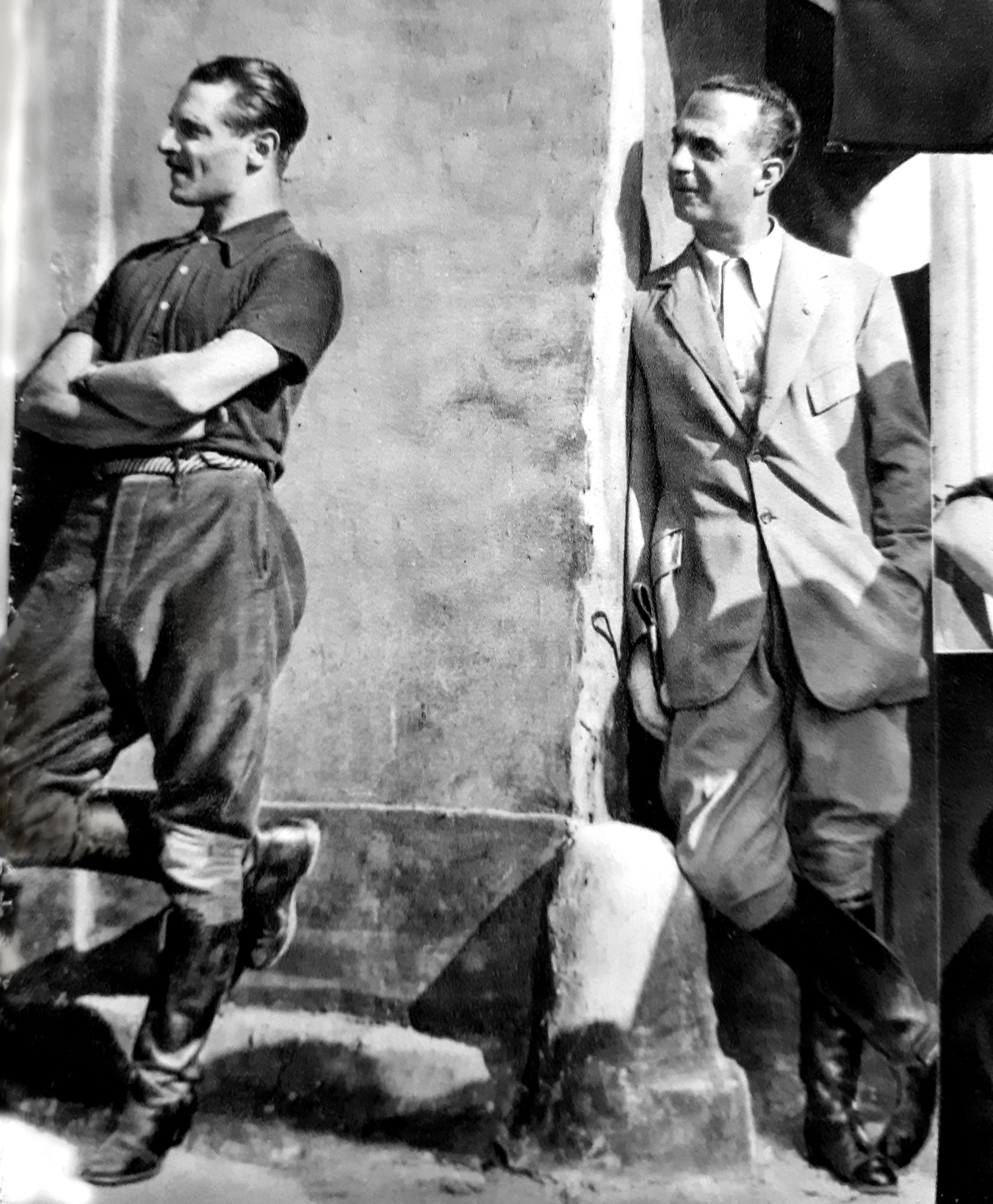
Alessandro Blasetti con Giuseppe Bottai, che fu nell'ambito del regime uno dei sostenitori della ripresa della cinematografia italiana

Subito dopo attorno alla redazione romana nacque il "Gruppo centrale di cultura cinematografica", la cui presidenza fu assunta da Giuseppe Bottai, a cui aderirono Camerini, De Benedetti, D'Errico, Doria, Matarazzo, Neroni, Simonelli, oltre a Blasetti ed ai redattori Serandrei, Solaroli e Solito; tra gli obiettivi di questa associazione l'istituzione anche a Roma di un "cine club" e la creazione di una scuola per cineasti, che poi diventerà la "Scuola Nazionale di cinematografia" presso l'Accademia di Santa Cecilia, a sua volta premessa del Centro sperimentale di cinematografia che sorgerà nel 1935. Sullo slancio di queste iniziative nacquero in alcune altre città dei "cine club", come a Genova, Trieste e, su iniziativa di Ruggero Orlando, a Napoli.
Il desiderio di essere anche un punto di riferimento tecnico per la formazione delle  nuove leve di una rinnovata cinematografia italiana, che comportava la regolare presenza in ogni numero del periodico della rubrica Mentre si gira, produsse il varo della "Biblioteca del cinematografo", che pubblicherà tra il 1930 ed il 1931, quattro monografie tecniche scritte da Umberto Masetti (I grandi films, una sorta di antologia critica delle più importanti pellicole del tempo), da Ugo Ugoletti (Stato e cinematografo che ribadiva il ruolo statale nello sviluppo e nel controllo del cinema), da Mario Serandrei (I cineasti celebri) e da Blasetti (Come nasce un film, manuale sul modo di realizzare una pellicola, a partire dal soggetto sino alla distribuzione), oltre ad un quinto volume, il racconto avventuroso L'incantatrice del sud scritto da Matarazzo. Altre iniziative furono il lancio di due concorsi organizzati in collaborazione con la "I.C.S.A.", uno per selezionare nuovi autori, ed un altro per promuovere il "passo ridotto". Restò inoltre sempre intenso il dialogo con i lettori, ospitato in ogni numero nella rubrica "il postiglione" (lo stesso titolo assunse 6 anni dopo l'analoga rubrica di Cinema) curata da Don Ypsilon, pseudonimo dello stesso Balsetti.

### Chiusura
L'attivismo militante e la vivacità del gruppo raccolto alla rivista, che dal 1930 dovette cambiare formato e periodicità diventando mensile, non bastarono a porre rimedio alla batosta ricevuta con l'insuccesso economico di Sole. Incalzato dal fallimento di quella sfida, Blasetti accettò di farsi assumere dalla  "Cines" riorganizzata per la produzione sonora da quello stesso Pittaluga che era stato per diversi anni l'obiettivo delle accuse della rivista, ad a quel punto colui che nel 1928 era considerato «responsabile di una disastrosa serie di fatti commerciali e industriali [...] dalle quali si conferma la nostra accusa di incapacità», due anni dopo diventò degno di «titoli di elogio per il perspicace senso industriale della "Cines" e dei suoi dirigenti che hanno affidato la loro fiducia ai nuovi elementi». L'accordo prevedeva che Blasetti avrebbe realizzato quello che nei programmi doveva essere il primo film sonoro da produrre e distribuire in Italia, Resurrectio, che però non fu ritenuto all'altezza e quel primato toccò invece alla Canzone dell'amore.

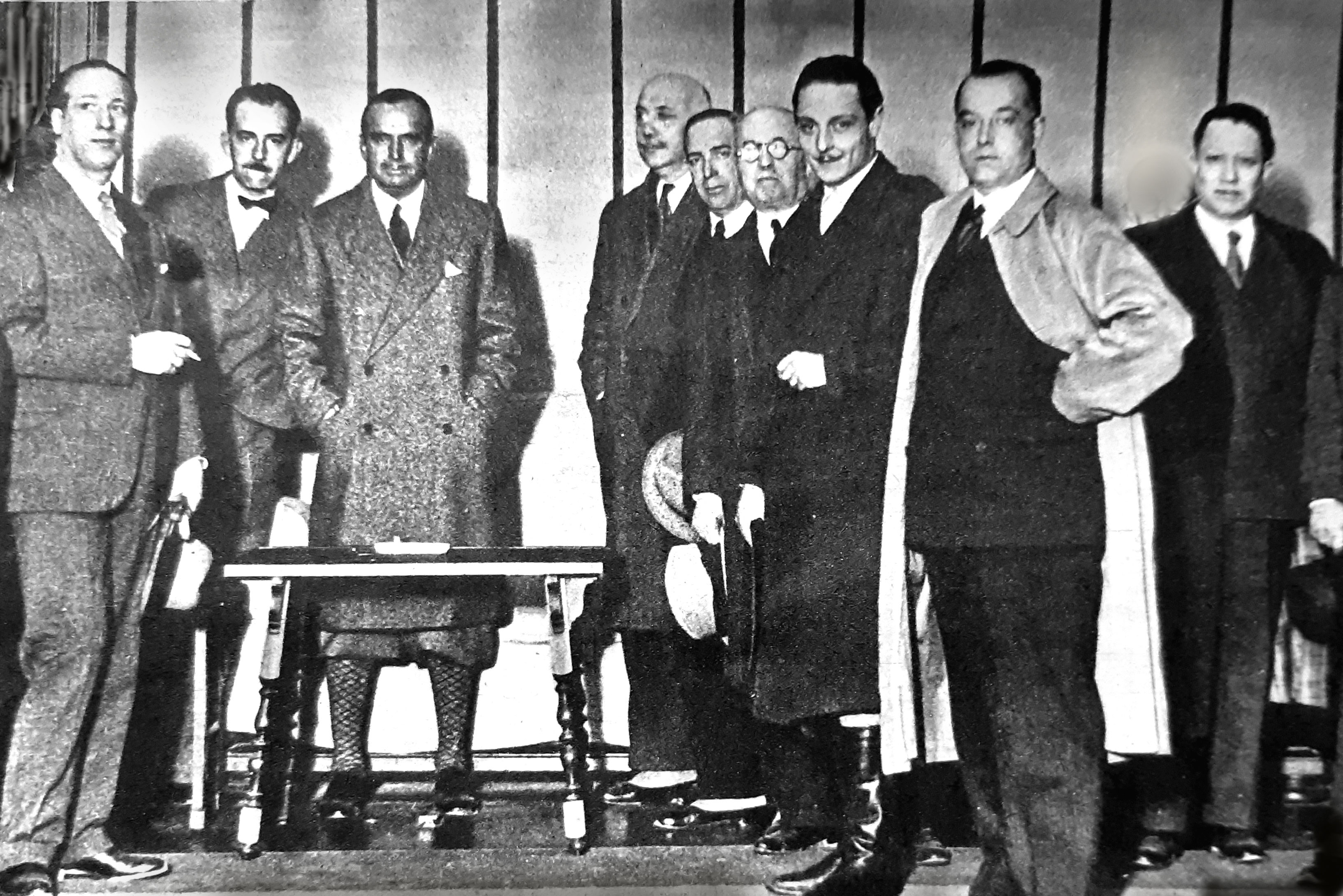
Blasetti ormai entrato alla "Cines", qui con alcuni dirigenti dell'azienda, nel 1931 durante una visita di Douglas Fairbanks agli stabilimenti romani di via Vejo

Su richiesta di Blasetti, nel giro di pochi mesi anche gran parte dei principali collaboratori della rivista entrarono, con vari compiti, alla "Cines": Serandrei, e Solaroli diventarono assistenti di Brignone sul "set" di Corte d'Assise ed al primo fu anche affidata la direzione della rivista aziendale Cines; Medin e Sanzone furono ingaggiati come scenografi, Bragaglia venne chiamato a dirigere Vele ammainate, Alessandrini diventò assistente di Blasetti e Vergano fu assunto presso l'ufficio soggetti: in ogni numero del secondo semestre 1930 del periodico vennero pubblicate notizie di questo trasferimento in massa verso la sicurezza di un'azienda produttrice  dotata di larghi mezzi, che, tuttavia, non sarà presentato come una resa, bensì auto-giustificato e rivendicato come una sorta di "vittoria" «della numerosa schiera di giovani cui la Anonima Pittaluga, fin dall'inizio della sua produzione, ha dato larga fiducia». Ciò comportò la cessazione del periodico, il cui ultimo numero uscì nel maggio 1931.

## Giudizi e commenti
Pur riconoscendone i limiti dovuti ad una cieca adesione militante al regime e ad alcune posizioni, come la contrarietà al sonoro, certamente anacronistiche, gli storici del cinema italiano hanno in genere considerato positivamente l'esperienza di cinematografo, riconoscendolo quale punto di aggregazione di molti giovani appassionati di cinema, alcuni dei quali prenderanno poi le strade della regia, mentre altri, come Barbaro e Pasinetti assumeranno impegni nella seconda metà degli anni trenta ed anche oltre, nelle istituzioni cinematografiche create in quel decennio dal fascismo, in particolare il Centro sperimentale di cinematografia; secondo tali opinioni cinematografo rappresentò quindi «una sorta di "portofranco" ideologico nel quale possono trovarsi fianco a fianco all'interno di un medesimo progetto, militanti fascisti ed antifascisti».
Se all'inizio la rivista, e le testate che l'avevano preceduta, costituirono un punto di riferimento per molti giovani desiderosi di occuparsi di cinema ed un modo per sollecitare lo Stato fascista affinché si facesse promotore di uno sviluppo della cinematografia italiana dopo la crisi degli anni venti, in seguito, nell'ultima parte della sua esistenza, essa fu anche  il «collegamento con l'industria cinematografica [per] un ricambio del cinema italiano». Dal punto di vista editoriale cinematografo è stato considerato come «il primo progetto, totalmente isolato in quegli anni, di una rivista completa di cinematografia in quanto percorre l'universo cinematografico in tutta la sua interezza: finanziario, industriale, tecnico, impostazione critica, teorico ed estetico, di promozione didattica».